# 100 Miles And Runnin'
100 Miles And Runnin (en español 100 Millas Y Corriendo) es el primer extended play del grupo estadounidense NWA. Fue lanzado el 14 de agosto de 1990 por la discográfica Universal Music Group. Fue el primer trabajo del grupo lanzado después de que Ice Cube se salió, y contiene una serie de referencias negativas hacia él.[cita requerida]
Antes de grabar el EP, los cinco miembros del grupo habían firmado un contrato a largo plazo con el sello Ruthless Records; sin embargo, los miembros y el vocalista Ice Cube se negaron ante los términos del contrato y, en consecuencia, Ice Cube se separó del grupo.[cita requerida]

## Recepción comercial
Aunque fue lanzado como extended play, llegó al puesto 27 en el Billboard 200 de Estados Unidos, y vendió más de 1'000.000 unidades en este mismo país, siendo certificado platino por la Recording Industry Association Of America.

## Lista de canciones
| N.º   | Título                 | Letras                                                     | Duración |  |
| 1.    | «100 Miles And Runnin» | Tracy L. Curry, Gregory F. Hutchison, Lorenzo J. Patterson | 4:32     |  |
| 2.    | «Just Don't Bite It»   | Lorenzo J. Patterson                                       | 5:27     |  |
| 3.    | «Sa Prize (Part II)»   | Lorenzo J. Patterson                                       | 5:58     |  |
| 4.    | «Real Niggaz»          | Tracy L. Curry, Lorenzo J. Patterson                       | 5:25     |  |
| 5.    | «Kamurshol»            | Tracy L. Curry, Lorenzo J. Patterson                       | 1:55     |  |
| 23:17 |                        |                                                            |          |  |

## Créditos

### Música
- Antoine Carraby: voz (4, 5).
- Tracy L. Curry: letras (1, 4, 5), voces adicionales (3), voz (3, 5).
- Larry Goodman: voz (4).
- Gregory F. Hutchison: letras (1).
- Brian R. Kilgore: pandereta (2).
- Lorenzo J. Patterson: letras, voz.
- Michael Sims: guitarra (1, 2, 3, 4).
- Colin F. Wolfe: bajo eléctrico (2, 3).
- Eric L. Wright: voz.
- Andre R. Young: voz (1, 3, 4, 5).

### Producción
- Antoine Carraby: producción.
- Brian K. Gardner: ingeniería de masterización.
- Gregory F. Hutchison: producción (1).
- Donovan Smith: ingeniería.
- Eric L. Wright: producción ejecutiva.
- Andre R. Young: producción.

## Posición en listas
| Año  | Listas             | Mejor posición | Cita  |
| ---- | ------------------ | -------------- | ----- |
| 1990 | Billboard 200 (US) | 27             | [ 1 ] |